# Kowloon Dairy
Kowloon Dairy Limited (chinesisch 九龍維記牛奶有限公司 [seit 1978] / 九龙维记牛奶有限公司 [seit 1978], meist kurz 維記 / 维记) ist, neben seinen Konkurrenten Trappist Dairy und Nestlé Dairy Farm, einer von drei Herstellern von Milchprodukten in Hongkong.

## Geschichte
Das Unternehmen wurde 1940 von George Ahwee und Rudy Choy (蔡永禧) als Kowloon Dairy (九龍維記)  gegründet und von Li Lan Sang (李蘭生) , einem Rennpferdebesitzer, finanziell unterstützt. Anfangs wurden etwa 30 Personen beschäftigt und das nördliche Kowloon mit frischer Milch versorgt. Die Firma befand sich zunächst in Ngau Chi Wan (牛池灣)  im heutigen Gegend des Choi Wan Estate (彩雲邨)  im Wong Tai Sin District. In dieser Gegend kam allerdings aufgrund eines Beschlusses der Hongkonger Regierung ab 1972 zu Landgewinnungsmaßnahmen, um Platz für den Bau von Sozialwohnungen (siehe New Towns) zu schaffen. Kowloon Dairy zog daraufhin in die New Territories und eröffnete eine neue Produktionsstätte in Tuen Mun ⊙. Eine etwa 0,2 ha große Farm mit mehr als 300 Milchkühen wurde in Yuen Long Santin (Yuen Long San Tin, 元朗新田)  mit automatischen Melkmaschinen betrieben. Seit 1984 werden die Kühe in Guangzhou, Festlandchina, gehalten und die Milch nach Hongkong importiert. Die weitere Verarbeitung und Abfüllung der Milch findet nach wie vor in Tuen Mun statt, der Unternehmenssitz befindet sich heute in Central ⊙ auf der Insel. 1992 wurde das Tochterunternehmen The Kowloon Dairy (Guangzhou) Limited in China gegründet, um den chinesischen Markt zu erschließen. Heute findet man die Produkte von Kowloon Dairy neben Hongkong auch in Macau und in den Großstädten der Provinzen Guangdong, Hainan, Fujian, Heilongjiang sowie Yunnan. Heute beschäftigt das Unternehmen etwa 500 Mitarbeiter (Stand 2019).

## Produkte
Kowloon Dairy bietet unterschiedliche Milch- und Speiseeisprodukte an. Neben Frischmilch (Produktname: 100 % Fresh Milk) werden einige modifizierte Milchgetränke angeboten, darunter eine Variante mit halbem Fettgehalt (½ fat Fresh Milk), Milch mit erhöhtem Calciumgehalt und 1,5 % Fett (1.5% Low Fat Hi-Calcium Slimilk) bzw. 1,5 % Fett (0.3% Fat Hi-Calcium Skimmed) sowie eine Gold Medal genannte Milch mit zugesetzten Vitaminen A und D. Schokomilch gibt es in zwei Varianten: Hi-Calcium Chocolate Slimilk und Deluxe Chocolate, die doppelt so viel Kakaopulver enthält. Weiterhin werden eine Papayamilch, Kondensmilch, Trinkjoghurts und Sojamilch in verschiedenen Varianten angeboten und schließlich aus Australien importierte Milch.
Die klassische Verpackung sind kleine Glasflaschen mit einem Inhalt von 225 ml und einem Pfand von 1,00 HKD. In diese Flaschen werden allerdings nur noch wenige der Produkte abgefüllt. Gängigere Verpackungsformen sind Getränkekartons oder Kanister zu 1,5 Liter.
Neben der Milch stellt Kowloon Diary auch Speiseeis in verschiedene Varianten und unterschiedlichen Geschmacksrichtungen her, beispielsweise seit 1989 erfolgreich ein chinesisches Nuomici-Eisprodukt (雪糕糯米糍), vergleichbar mit dem Mochi-Eisprodukte nach einer Produktanalyse des japanischen Lotte-Konzerns.